# Phytomyza tetrasticha
Phytomyza tetrasticha är en tvåvingeart som beskrevs av Friedrich Georg Hendel 1927. Phytomyza tetrasticha ingår i släktet Phytomyza, och familjen minerarflugor. Arten är reproducerande i Sverige.